# العلاقات البريطانية التونسية
العلاقات البريطانية التونسية هي العلاقات الثنائية التي تجمع بين المملكة المتحدة وتونس.

## مقارنة بين البلدين
هذه مقارنة عامة ومرجعية للدولتين:
| وجه المقارنة                                              | المملكة المتحدة                 | تونس                                       |
| --------------------------------------------------------- | ------------------------------- | ------------------------------------------ |
| المساحة (كم2)                                             | 242.50 ألف                      | 163.61 ألف                                 |
| عدد السكان (نسمة)                                         | 66.02 مليون                     | 11.53 مليون                                |
| الكثافة السكانية (ن./كم²)                                 | 272.25                          | 70.47                                      |
| العاصمة                                                   | لندن                            | تونس                                       |
| اللغة الرسمية                                             | لغة إنجليزية، اللغة الويلزية    | اللغة العربية                              |
| العملة                                                    | جنيه إسترليني                   | دينار تونسي                                |
| الناتج المحلي الإجمالي (بليون دولار)                      | 2.62 تريليون                    | 40.26 مليار                                |
| الناتج المحلي الإجمالي (تعادل القوة الشرائية) بليون دولار | 2.72 تريليون                    | 129.05 مليار                               |
| الناتج المحلي الإجمالي الاسمي للفرد دولار أمريكي          | 43.88 ألف                       | 3.87 ألف                                   |
| الناتج المحلي الإجمالي للفرد دولار أمريكي                 | 40.23 ألف                       | 11.44 ألف                                  |
| مؤشر التنمية البشرية                                      | 0.907                           | 0.721                                      |
| رمز المكالمات الدولي                                      | +44                             | +216                                       |
| رمز الإنترنت                                              | .uk، .gb                        | .tn                                        |
| المنطقة الزمنية                                           | توقيت غرينيتش، توقيت غرب أوروبا | ت ع م+01:00، توقيت وسط أوروبا، ت ع م+02:00 |

## منظمات دولية مشتركة
يشترك البلدان في عضوية مجموعة من المنظمات الدولية، منها:
| علم المنظمة | اسم المنظمة                               | تاريخ انضمام المملكة المتحدة | تاريخ انضمام تونس |
| ----------- | ----------------------------------------- | ---------------------------- | ----------------- |
|             | يونسكو                                    | 4 نوفمبر 1946                | 8 نوفمبر 1956     |
|             | الفريق المعني برصد الأرض                  | ?                            | ?                 |
|             | مؤسسة التمويل الدولية                     | 20 يوليو 1956                | 25 يوليو 1962     |
|             | المركز الدولي لتسوية المنازعات الاستشارية | 18 يناير 1967                | 14 أكتوبر 1966    |
|             | منظمة حظر الأسلحة الكيميائية              | ?                            | ?                 |
|             | مؤسسة التنمية الدولية                     | 24 سبتمبر 1960               | 30 ديسمبر 1960    |
|             | منظمة التجارة العالمية                    | 1995                         | ?                 |
|             | وكالة ضمان الاستثمار متعدد الأطراف        | 12 أبريل 1988                | 7 يونيو 1988      |
|             | الاتحاد الدولي للاتصالات                  | 24 فبراير 1871               | 14 ديسمبر 1956    |
|             | منظمة الشرطة الجنائية الدولية             | ?                            | ?                 |
|             | الاتحاد البريدي العالمي                   | ?                            | ?                 |
|             | الأمم المتحدة                             | 24 أكتوبر 1945               | 12 نوفمبر 1956    |
|             | البنك الدولي للإنشاء والتعمير             | 27 ديسمبر 1945               | 14 أبريل 1958     |
|             | المنظمة الهيدروغرافية الدولية             | ?                            | ?                 |
|             | البنك الإفريقي للتنمية                    | ?                            | ?                 |

## أعلام
هذه قائمة لبعض الشخصيات التي تربطها علاقات بالبلدين:
- ألكسندر ستيرلينغ (دبلوماسي بريطاني، 20 أكتوبر 1927 – 16 يوليو 2014)
- خميس الجهيناوي (سياسي من تونس، 5 أبريل 1954 – )
- عبد الوهاب عبد الله (دبلوماسي تونسي، 14 فبراير 1940 – )

## وصلات خارجية
- موقع وزارة الخارجية البريطانية
- موقع وزارة الخارجية التونسية